# アリアンロッド・リプレイ・アンサンブル
アリアンロッド・リプレイ・アンサンブルはFEARによるアリアンロッドRPGのリプレイ集。2010年4月に富士見ドラゴンブックから刊行された。
FEARの発行雑誌『ゲーマーズ・フィールド別冊』（以下『GF別冊』）に掲載された短編リプレイ「ルネス殺人事件」「アリアンロッド剣豪伝 明星連也降魔剣」、エリンディル大陸東方についての書き下ろし記事「ベネットのうろ覚えエリンディル東方ガイド」が収録されている。イラスト担当はヤトアキラ。

## 全体の概要
『GF別冊』に掲載された中レベルPC（レベルは6～8）による短編リプレイ2本を収録している。また、そのうちの一つ「アリアンロッド剣豪伝 明星連也降魔剣」関連で、巻末にはエリンディル大陸東方についての設定・データが初めて掲載された。2011年3月に『エリンディル東方ガイド』が発売されるまで、本書はエリンディル東方に関する暫定的なサプリメントの役割も兼ねていた。

## ルネス殺人事件

### 概要
『ゲーマーズ・フィールド別冊Vol.12 鈴吹太郎の未来』(2006年)に掲載された短編リプレイ。サプリメント『アリアンロッドRPGトラベルガイド』の刊行に当たり、『ゲーマーズ・フィールド』（以下『GF』）10th Season Vol.3及びVol.4で公募された読者投稿企画の発表の場としてセッションが行われた。プリプレイでは、『鈴吹太郎の未来』打ち合わせの場でゲームマスター（GM）を命じられ「なぜ『鈴吹太郎の未来』なのに『アリアンロッド』なのか」と困惑する久保田悠羅を、『ゲーマーズ・フィールド』編集長のたのあきら（作中で明記はない）が押し切る一幕が見られた。
GM兼リプレイ著者は久保田悠羅。プレイヤーは安達洋介、ツジヤスノリ、大畑顕。ツジは『GF別冊』掲載時のイラストも担当している。
『アリアンロッド・リプレイ』（以下『無印』）のベネットがPCとして再登場しており、『アリアンロッド・リプレイ・ルージュ2 ノエルと翡翠の刻印』の直前にベネットが遭遇した出来事という形になっている。
本リプレイの特徴は、『無印』シリーズの事件を「劇中劇」として行っていることである。また、リプレイとしては珍しい「推理もの」の側面を持っていることも挙げられる。

### あらすじ
エリンディル西方各地を興行して回る格闘技ギルド「ザ・ビーストキングダム」。エルーラン北部にある”温泉の街”ルネスに立ち寄った彼らは、ひょんなことからこの地に本拠を置く芸能集団「ムーンスター芸団」附属学校の学生による演劇の手伝いをすることになる。その演目はなんと「クラン＝ベルの四英雄」。しかし、その裏では恐るべき陰謀が進められていた。事件の発生を知った彼らは、解決のため動き始めるのであった。

### 登場人物

#### ギルド「ザ・ビーストキングダム」
ギルドマスターはレックス。2011年8月現在の歴代『アリアンロッド』リプレイで唯一の3人構成で、メイジが存在しないのが特徴。設定上はレックスの「ひとり興行」団体でもある。PCの総合レベルは当時（『無印』完結後）のベネットのレベルに合わせ6となっている。名の由来はレックスのキャラクター性と、ベネットを含めた他のメンバーがヴァーナかハーフヴァーナであることから。
ベネット （大畑顕)
ヴァーナ（アウリル）のシーフ/ニンジャ。『GF』読者の間でベネットの人気が高いことを受けての登場となった。
所属しているのは、荒野で行き倒れている所をレックスに拾われたという経緯からであり、相変わらずの三下ぶりを発揮している。また、『無印』同様、装備品は「雷鳴の弓」のみで防具は着けていない。普段はレックスのスパーリングの相手をさせられている。劇ではベネット役（つまり自分の役）で出演。
リプレイ中ではこれといった活躍はなかったが、衰えを知らぬ三下キャラが功を奏し、要所要所で目立っていた。また、クライマックスフェイズの戦闘において「ブロウアップ」を宣言するも命中判定に失敗、『無印』最終話「金色の鍵の英雄」と同じくまたしても単に自爆しただけという結果となってしまった。
事件解決後は重傷を負ったこともありギルドを離脱。温泉治療のためルネスとどまっていたが、フェルシアからの使いを受け、忽然とルネスから姿を消した。その後の彼女については『アリアンロッド・リプレイ・ルージュ』（以下『ルージュ』）2巻で描かれている。
チャンピオン・レックス（ツジヤスノリ）
ドゥアン（セラトス）のウォーリア/モンク。35歳。
”水の街”クラン＝ベルのモンスターコロシアムにその人ありと言われたグラディエーターのチャンピオンで、現在はクラン＝ベルを離れ、冒険者稼業の傍ら旅興行を続けている。本来は冷静な性格なのだが、選手としてのキャラ作りを兼ねてやたら吼える。
背中に十字のタトゥーを入れた巨体が特徴で、グラディエーターのスキル「サヴァイブ」による防御力と大きな攻撃力で戦闘の柱となる。が、実際の所は意外にも小心者で、プレッシャーに弱い。
ルネス市内で、発表会（芸団入団試験を兼ねる）で演じる劇の屋外練習中だったMEA学生を、「市民を襲撃する妖魔」と間違って吹き飛ばしてしまった事がきっかけで学生劇団に協力することとなり、シグ役で出演した。戦闘ではプロレスの技を多用。
ギルド内では「社長」と呼ばれている。
事件解決後はビアンカと共に神聖ヴァンスター帝国に渡り、帝国皇家のお墨付きたるアルティアナの指輪をもって興行を目論みつつ、ヴァンスター大神殿で道場破りをしたりしている。
ビアンカ（安達洋介）
ヒューリン（ハーフヴァーナ・アウリラ）のアコライト/バード。20歳。
レックスのマネージャーを務める女性で、頭の回転が早い。黒を基調としたアコライト風の服装であり、武器は鞭。
一族が全滅し、荒野で泣いているところをレックスに拾われ、以来行動を共にしている。その後、マネージャーとしての勉強のため、MEAのマネージメント科に在籍していた。
ギルド内では頭脳労働担当で、起きた事件の推理をほぼ一人で行っていた。演劇にはフェルシア役で出演。
マイペースな二人の抑え役でもあるのだが、レックスに関しては悪ノリする傾向がある。

#### ムーンスター・エンターテインメント・アカデミー（MEA）
コーディー
ヒューリン。ビアンカの学生時代の先輩に当たる。ルネスの市街地で他のメンバーとともに練習していた所を、勘違いで乱入して来たレックスに台無しにされてしまったことをきっかけに、「ザ・ビーストキングダム」に発表会への協力を要請した。脚本・監督を担当する。
クリスティーナ
ヒューリン。MEA学長。年齢は60代。「ザ・ビーストキングダム」の3人に、学園で起きている不可解な事件の解決を依頼した。MEA卒業後芸団に入らず冒険者になったビアンカは彼女を苦手としている。
カイン
名前のみ登場。エイジ役を演じるはずだったが、殺陣の練習中の事故で死亡している。その原因は、練習中の場面で彼を庇うはずだったアルトがミスしたため、彼女を狙った攻撃が直撃してしまったことにあった。
キャシー
名前のみ登場。ベネット役を演じるはずだったが、何者かに襲われて重傷を負っていた。実はウサーマにアルト（＝アルティアナ）と間違われたのが原因。
アルト
ヒューリン。冒険者であり、殺陣の指南役を務めている。劇ではアム役を演じる。
その正体は、『ルージュ』の1年前に出奔した神聖ヴァンスター帝国の皇女アルティアナ。彼女の存在が、事件の鍵となっていた。
事件解決後再び旅に出るが、別れ際、レックスに帝国皇家の紋章が入った指輪を褒賞として下賜した。
ウサーマ
ドゥアン（セラトス）のメイジ/シャーマン。照明係を務める。
実は一連の事件の黒幕であり、「竜の顎門」の一員。その目的はアルティアナを事故に見せかけて暗殺することにあった。そのため、彼女を舞台に引きずり出すべく工作を行っていた。概ねその目論見は順調だったが、「ザ・ビーストキングダム」が入って来たのがきっかけで瓦解。舞台上で直接始末するべく演劇に乱入したが、レックスに返り討ちにされた。

#### その他
マティアス・アディンゼル
ヒューリン。修練派として名高いヴァンスター大神殿の神官長。
エンディングに登場。道場破りに現われたレックスに神官たちが悉く敗れ去ったのに業を煮やし、自らレックスに応戦した。

### 用語
ムーンスター・エンターテインメント・アカデミー
“温泉の街”ルネスを拠点とする、芸能集団「ムーンスター芸団」の後継者育成を目指した学園。略称は「MEA」。リプレイの舞台となる。
年4回、学生による発表会を行っている。これは芸団入団試験を兼ねており、学生にとっては登龍門となる。コーディーたちは発表会を目指して練習中に、アルトや「ザ・ビーストキングダム」と出会った。
『エルクレスト学園ガイド』によれば、エルクレスト・カレッジ、ログレス大学、パリス同盟のラインにある冒険者養成学校「タニスとヴィアンナの学校」、行政官を要請する「キルディア国立学校」と交流を持ち、4年に1度「五大学校交流大会」という学芸発表会が行われている。
竜の顎門
キルディア共和国に根を張るカルト結社兼暗殺ギルド。邪神クロムクルーを崇拝する。首領であるユルランは齢70代後半のドゥアン（ケイネス）の老人だが、属していた部族に伝わる秘拳にして邪拳とされる「毒手」の伝承者でもある。
後の『アリアンロッド・リプレイ・レジェンド』終盤でも、竜の顎門はアルティアナの兄である皇帝ゼダン暗殺を目論むガスコイン伯爵に暗殺者を派遣する事となる。

## アリアンロッド剣豪伝 明星連也降魔剣

### 概要
『ゲーマーズ・フィールド別冊Vol.16 菊池たけしがこりずにまいりました』(2009年)に掲載されたリプレイ。PCのうち2名はエリンディル大陸東方に由来するキャラクタークラス「サムライ」「ニンジャ」という設定で、舞台は西方世界のエルーラン王国ながらも、『アリアンロッドRPG』で初めて東方世界の設定をメインに据えたリプレイとなっている。
GM及びリプレイ著者は本リプレイがリプレイデビュー作となる丹藤武敏。プレイヤーは稲葉義明、田中信二、大畑顕、鈴吹太郎。『GF別冊』掲載時のイラストは林啓太。
『アリアンロッド・サガ』開始直前に企画されたリプレイであり、新しい展開を前に「エリンディル西方側のフォローをする」という方針から始まった。『リインフォース』『アイテムガイド』『エネミーガイド』『アリアンロッドRPGトラベルガイド』など、当時発売されていたサプリメントを使用した遊び方を例示している。「エリンディル東方を扱う」というアイディアは、『アリアンロッドRPG』のキャラクタークラスに「サムライ」「ニンジャ」が存在することに着目した丹藤によるもので、『アンサンブル』のあとがき座談会では菊池たけしから「設定も何も決まってないのに、恐ろしいことをする」と言われていた。
本作の好評を受け、丹藤はのちに『アリアンロッド・リプレイ・ブレイド』を手がけることになる。

### あらすじ
東方渡りの魔族・落葉は、エルーラン王国デュラン伯領にて倒された。これから生まれる娘が原因となり、デュラン伯は滅びると、呪いの言葉を残して。
それから16年が過ぎ、呪いは現実のものとなる。反乱の罪を着せられて落命した父の汚名をそそぐため、呪いを受けた娘は王都を目指した。傍らに一人のサムライを伴って……。

### 登場人物

#### ギルド「暁の騎士団」
ギルドマスターはリオナ。歴代のリプレイで、結成から解散までがもっとも短かったギルドでもある（長く見積もっても1週間程度）。PCの総合レベルは8となっている。
アケボシ・レンヤ（明星連也）（稲葉義明）
ヒューリンのウォーリア/サムライ。
エリンディル東方のダイワ群島国出身のサムライで、豪放磊落かつ竹を割ったような性格。己の「武士道」を貫き通す強い意志を持つ。「剣聖」と呼ばれたサムライ・ライドウに師事していたが、彼を越えるべく破門同然でその下を飛び出し、放浪していた。しかし、兄弟子・ヒョウゴによってライドウが殺害されたのを受け、「妖刀・落葉」を取り戻し、封印すべくエリンディル西方へやって来た。
剣の腕はライドウに師事しただけあり、文句なしの強者。荒削りではあるが素質はヒョウゴをしのぎ、ライドウからも「無明剣を体得できる器を持っている」と看做されていた。そのライドウのことは「ジジイ」呼ばわりしている。稲葉曰く「石川賢の時代劇漫画に出て来るようなタイプ」。
逃亡して来たリオナを匿ったのを契機に一気に落葉へと近づき、ヒョウゴとの対戦を経、落葉に乗っ取られたライドウと対決。秘剣「無明剣」を以って引導を渡し、16年前からの因縁に終止符を打った。
その後リオナのフォスター伯告発の場に立ち会い、その後彼女から報酬として赤毛の名馬を譲り受けた。そして、「夕雲」と名付けたその馬に乗り、再びの放浪の旅へ戻って行った。
名前の由来は新陰流（柳生新陰流）第五世継承者にして尾張柳生の剣豪・柳生厳包の号「連也斎」から。
リオナ（田中信二)
ヒューリンのアコライト/アルケミスト。
エルーラン王国の貴族・デュラン伯の一人娘。デュラン伯らが落葉を討ち取った際、落葉により、その顔を見た者が異常な執着と独占欲を抱き、争い合うという呪いをかけられている。そのため、デュラン伯により鉄仮面を被せられた上で塔に閉じ込められていた。塔では錬金術の研究をしながら日々を過ごしていたが、そんな中で、自分の価値観を変えてくれた金に執着するようになるなど、性格は完全に屈折してしまっていた。
16歳の誕生日にフォスター伯と落葉五人衆の襲撃を受け、父を失ったものの、辛うじて脱出。父の潔白を証すため王都ログレスを目指すが、自領から行程徒歩3日の地で行き倒れそうになっている所でレンヤと遭遇、雇い入れる形で協力を要請。その際、自分の素顔を見ても何ら動じなかったレンヤに興味を抱いていた。
落葉の呪いが解かれた後ログレス入りを果たし、フォスター伯を告発。その後、レンヤに報酬として赤毛の名馬を譲渡し、その旅立ちを見送った。
ナジャール・コジャール(大畑顕）
フィルボルのメイジ/シャーマン→サモナー。60歳。
キルディア共和国出身のシャーマンで、賭け事に目がなく、うだつの上がらない老人。悪徳商人からギャンブルで金を巻き上げ、エルーラン王国へ逃げて来た。しかし、そこで派手にスッてしまったために命の危機に陥ったが、デュラン伯に命を救われ、以後協力していた。
普段は悪徳商人の部下から追われているのだが、その都度煙に捲いてまんまと逃げだす、喰えない人物である。
実はかつて魔族・落葉を倒した三英雄の一人である。その後はエリンディル西方を放浪していたが、16年の歳月を経て落葉が復活したと聞きつけ、レンヤとリオナの前に姿を現した。
全てが終わった後は報酬を受け取ったが、その場で黒服の男達に追いつかれる。しかし、リオナの手を借りてまたしても逃げおおせた。
シノブ（鈴吹太郎）
ヒューリンのシーフ/ニンジャ。13歳。
かつて属していた隠れ里を「アケボシ・レンヤ」と名乗るサムライに滅ぼされた過去を持っており、唯一の生き残りとなった。そのため、自分を救ってくれたヒョウゴに従う一方で、彼から聞かされたレンヤに憎悪を抱いている。
先代のラ・ニンジャがデュラン伯領で討死したのをきっかけに落葉五人衆の一員となるが、その初陣となるレンヤ達との戦いで敗北。帰還後、ヒョウゴの振る舞いやレンヤの態度などから、自分が信じて来た事は真実なのかと疑念を抱き、単身でレンヤを急襲。その際に現れた五人衆から真相を明かされ、以後は仇討ちのため3人に協力、ログレス近郊の戦いでザンマを討ち、本懐を遂げた。
得意技は髪の毛を刃に変えて投げつける「忍法黒刃」。なお、データ部分に抜け落ちがあり、持っているはずの「フェイドアウェイ」「クイックアクション」が載っていない。

#### ギルド「落葉五人衆」
本リプレイの敵サイド。ギルドマスターはヒョウゴ。ただし、実際にギルドとして現れたことはない。
ヒョウゴ
ヴァンパイヤ（邪悪化したエルダナーン）のウォーリア/サムライ。五人衆筆頭で「闇月のヒョウゴ」と呼ばれる。レンヤの兄弟子に当たる。
元々はライドウの下でレンヤ共々「龍虎」と称された使い手だった。しかし、師の秘剣「無明剣」を体得出来ず、ライドウがレンヤを気にかけているのを知って焦燥にかられ、道場裏の滝の祠に安置されていた妖刀・落葉を強奪。その影響で邪悪化するとともに、独自の秘剣「闇月無明剣」を会得した。その後いかにして落葉五人衆を結成したかは定かではない。
フォスター伯に雇われる形でデュラン伯領を襲撃し、伯を殺害。ガントの粛清とシノブの離反後、残る二人を率いてログレス近郊でレンヤ一行の前に立ちはだかる。しかし、その戦いで闇月無明剣を破られ、敗北。レンヤに警告を残し、川に転落した。
名前の由来は前述の柳生厳包の父で尾張柳生の祖でもある新陰流三世継承者・柳生利厳（号は「如雲斎」）の通称「兵庫助」から。
ザンマ
ギルマンのサムライ。五人衆の参謀役を務める。
名前が示す通り見た目はサンマで、「天然魚人流」なる剣法を操る。そのため、プレイヤーからは完全にネタキャラ扱いされていた。
シノブの里を滅ぼした張本人で、その時は魔性面で化けていた。ログレス近郊ではレンヤを水中に引きずり込んで戦おうとしていたが、呪いを逆用したリオナの策に引っ掛かって陸に揚げられてしまい、シノブに討たれた。
ゴウハ
オウガ（邪悪化したドゥアン）のモンク。「轟拳のゴウハ」と呼ばれる。
妖魔ではあるが、その実は穏健な性格。加入した経緯は他のメンバー共々不明。
怪力を活かした素手での戦いを得意とし、前衛で敵を食い止めるのが役目。しかし、ログレス近郊での戦いでは、目をかけていたシノブが相手だったためか迷いがあり、当てられなかった。ヒョウゴが敗れた後、何処かへ姿を消した。
ガント
ネヴァーフのサムライ。「地擦りのガント」と呼ばれる。
大長刀を武器とし、相手の死角となる足下から斬りかかる戦法を得意とする。シノブの初陣に同道してレンヤ達を襲撃したが、構えを見切られて返り討ちにされる。その後、帰還した先でヒョウゴに「用済み」として斬り捨てられた。
ラ・ニンジャ
ヒューリンのニンジャ。
シノブの前任者に当たる人物で、プリプレイでのプレイヤー発言が元で登場。挿絵にも一応登場しているが、シーンに現れるなりデュラン伯に返り討ちにされてしまった。

#### エルーラン王国
デュラン伯
リオナの父親。16年前に落葉を倒した三英雄の一人であり、円卓の騎士にも数えられる実力者。
娘にかけられた呪いが傾国をもたらすものだと察し、彼女に鉄仮面を被せて塔に幽閉していた。フォスター伯の襲撃に際し、リオナを逃がすべく抗戦するも、ヒョウゴの闇月無明剣によって落命した。
ルーファス・ラーケーシュ
円卓の騎士団団長。『アリアンロッドRPGトラベルガイド』の公式NPC。
国政に無関心な国王エル13世に代わって内政も取り仕切っている。エンディングにてリオナの告発を受理し、フォスター伯の逮捕を命じた。
『トラベルガイド』の記述では、彼もまた東方出身で、剣術の達人とされている。
フォスター伯
エルーラン王国の貴族で、本編の黒幕の一人。
神聖ヴァンスター帝国と内通し、エルーラン王国を売り渡そうとしていた。その罪をデュラン伯に着せ、落葉五人衆を雇い入れて殺害。逃亡したリオナも狙っていたが、五人衆が悉く返り討ちにされたことで頓挫。王都ログレスで真相を明らかにされ、捕縛された。

#### その他の登場人物
ライドウ
ヒューリンのウォーリア/サムライ。レンヤとヒョウゴの剣の師。
魔族・落葉を倒した三英雄の一人であり、「剣聖」として名高い東方出身のサムライ。その戦いで秘剣「無明剣」を編み出し、それを伝承させるべく道場を開いていた。しかし、後に妖刀を奪ったヒョウゴによって殺害され、死の床で呼び寄せたレンヤにヒョウゴの討伐を委ねた。
その後、落葉に操られる形でアンデッドとして再登場し、レンヤ達の前に立ちはだかる。死闘の末、無明剣の真髄を垣間見たレンヤによって引導を渡された。
落葉
本編の黒幕にしてラスボス。
16年前に東方から渡って来た魔族であるが、ライドウ、デュラン伯、ナジャールの3人によって討伐される。しかし、死に際に三人に向けて呪いを残し、それを利用して復活を企てていた。
その意識はライドウの刀であった「妖刀・落葉」に宿り、ヒョウゴを取り込んで動き始める。リオナにかけられた呪いは落葉の「器」としての価値を高めるためのものであり、戦乱を思うままに起こすのが目的であった。
後にライドウを操って一行の前に立ちはだかるが、レンヤの放った一刀によって妖刀諸共両断され、消滅した。
占い師の老婆
『アリアンロッド・リプレイ・ルージュ』からのゲスト出演。
ナジャールの顔なじみであり、将棋を指しつつ落葉についての情報を与えていた。その正体は『ルージュ』4巻を参照。

### 用語
無明剣
ライドウが編み出した秘剣。死に囚われず、捨て身の一撃を繰り出すことで神速の域に達する技。レンヤ曰く「迷いを捨てることで、無明より脱する技」。
レンヤはライドウを操る落葉との最後の戦いを振り返り「師の剣に無明剣の真髄を見た気がする。だが、それを捉えきる事は出来なかった」「真髄を捉えられるようになったら、奥義を会得できるような気がする」と語っている。
元々は今回予告で言及された下記の闇月無明剣から、オープニングのシーンで稲葉がライドウの台詞として言い出したものであり、シナリオには本来存在していなかった。
闇月無明剣
ヒョウゴの使う秘剣。月明かりを隠して闇を呼び、それに紛れて相手を斬る。しかし、実際にはヴァンパイアとしての眷族であるコウモリの能力で闇を呼んでいただけであり、夜しか使えない。ログレス近郊での戦いにおいて、それを見破ったレンヤによって破られた。
妖刀・落葉
魔族・落葉の怨念を宿した刀。元々はライドウが使っていた武器であり、落葉を倒したことで呪いを受けた。物語全体の鍵となる存在である。
円卓の騎士団
エルーラン王国の二大騎士団の一つ。もう一つの騎士団「赤枝の騎士団」が国境防衛を目的とするのに対し、円卓の騎士団は近衛騎士団の役割を担う。しかし団長ルーファス・ラーケーシュ以外の構成員に関する情報は一切一般に公開されておらず、何名かは王命により諸国を回っているとの噂がある。
デュラン伯はここの一員だった。

## ベネットのうろ覚えエリンディル東方ガイド
エリンディル大陸東方に関する初の設定集。猫猫猫による巻頭漫画と世界設定、東方世界由来の追加アイテムデータ19種、追加エネミーデータ7種が掲載されている。アイテムデータとエネミーデータは全て『エリンディル東方ガイド』に再録されている。
「ベネットが『アリアンロッド・サガ・リプレイ・デスマーチ』のアキナ・ブルックスに語った内容」という設定を取っており、「内容が世界の真実であるかどうかは、それぞれのゲームマスターが決めてよい」と記されているように、『エリンディル東方ガイド』の刊行までは半公式扱いとなっていた。